# ホイール・オブ・タイム
『ホイール・オブ・タイム』（The Wheel of Time）は、アメリカ合衆国のファンタジー・テレビドラマシリーズである。ロバート・ジョーダンのファンタジー小説シリーズ『時の車輪』にもとづく。

## 概要
シリーズは、魔法をふるう女性たちの組織である「アエズ・セダーイ」(異能者)の一員であるモイレインと、エモンズフィールド村出身で「歴史の織り人」と呼ばれる5人の若者を中心に描く。。
シーズン1は2021年11月19日よりAmazonビデオで配信された。3話が最初に同時配信され、残りの5話は5週にわたって順次配信された。シーズン2は2023年9月1日から配信された。シーズン3まで製作されたが、2025年5月25日にシーズン3で打ち切りが発表された。

## 登場人物

### メイン
- モイレイン・ダモドレッド: ロザムンド・パイク（吹替: 本田貴子[5]） - アエズ・セダーイ（異能者）の青アジャ[6]、ケーリエンの名家の出身。
- ランド・アル＝ソア: ヨシャ・ストラドフスキー（吹替: 入野自由[5]） - エモンズフィールド村の若者[7]。
- ペリン・アイバラ: マルクス・ラザフォード（吹替: 木村昴[5]） - ランドの幼馴染、鍛冶屋[7]。
- ナイニーブ・アル＝メアラ: ゾーイ・ロビンズ（英語版）（吹替: 真壁かずみ[5]） - エモンズフィールド村の医療行為を行う「賢女」[7]。
- マット・コーソン: バーニー・ハリス（吹替: 武内駿輔[5]) (S1)、Dónal Finn (S2)[8]） - ランドの幼馴染[7]。
- エグウェーン・アル＝ヴィア: マデリーン・マッデン（英語版）（吹替: 清水理沙[5]） - ランドの幼馴染[7]。
- ラン・マンドラゴラン: ダニエル・ヘニー（吹替: 郷田ほづみ[5]） - モイレインの「護衛士」[9]。
- リアンドリン・ギラーレ: ケイト・フリートウッド（英語版）（吹替: 長尾歩） - アエズ・セダーイの赤アジャ。
- アランナ・モスヴァニ: プリヤンカ・ボース（英語版） - アエズ・セダーイの緑アジャ[10]。
- ロイアル: ハメド・アニマショーン（英語版）（吹替：橋本雅史） - オジールの若者、「建築師」[11]。
- シウアン・サンチェ: ソフィー・オコネドー - アエズ・セダーイの統率者であるアミルリン位[2]。
- ミン・ファーショー: カエ・アレキサンダー - 人の歴史模様を見る予見師[2]。
- イシャミール: ファレス・ファレス - 闇王に仕える異能者である闇セダーイの一人。
- ロゲイン・アブラ―: Álvaro Morte[11] - 男性の異能者で偽の竜王。 (S1ではリカーリング)
- リアネ・シャリフ: Jennifer Cheon Garcia  - 「白の塔」のアミルリン位を補佐する記録管理者のアエズ・セダーイ。 (S1ではリカーリング)
- マキシム: Taylor Napier - アランナの護衛士。 (S1ではリカーリング)
- イーボン: Emmanuel Imani - アランナの護衛士。 (S1ではリカーリング)
- セリーン / ランフィア: ナターシャ・オキーフ - ランドが滞在するケーリエンの宿の女主人セリーンにして闇セダーイのランフィア 、「闇姫」。 (S2)
- ヴェリン: Meera Syal - アエズ・セダーイの茶アジャ。 (S2)
- エレイン・トラカンド: Ceara Coveney - 白の塔の修練生でアンドールの王位継承者。 (S2)
- レディ・アンバエレ・ダモドレッド: リンジー・ダンカン - ケーリエンの名家の女性、モイレインの妹。 (S2)
- アヴィエンダ: Ayoola Smart（吹替: 夏見涼子[12]） - カル＝ア＝カーン（長の長）を探すアイール人の女戦士。 (S2)
- デイン・ボーンハルド: Jay Duffy - 白マント「光の子」の将官で主将卿の息子。 (S2)
- モゲディーン : Laia Costa - 闇セダーイ、「闇に潜む者」。 (S2)

### リカーリング
- タム・アル＝ソア: マイケル・マケルハットン [13] - ランドの父。
- ペダン・フェイン: Johann Myers（吹替: 横田大輔） - 「闇の信徒」である行商人[11]。
- イーモン・ヴァルダ: Abdul Salis - 白マント「光の子」の将官[14]。
- トム・メリリン: Alexandre Willaume - 吟遊詩人[11]。
- イラ: マリア・ドイル・ケネディ - トゥアサ＝アン族あるいは“鋳かけ師”[10]。
- レイン: Narinder Samra - トゥアサ＝アン族あるいは“鋳かけ師”[10]。
- アラム: Daryl McCormack - トゥアサ＝アン族あるいは“鋳かけ師”の若者[10]。
- エリアス: Gary Beadle - 狼と結びつく男。 (S2)
- シェリアム: Rima Te Wiata - 「白の塔」の修練生指南役のアエズ・セダーイ。 (S2)
- レディ・シュロス: Karima McAdams（吹替: 夏見涼子[12]） - ショーンチャン侵略軍の指導者。 (S2)
- アルウィン: Jessica Boone - レディ・シュロスの右腕。 (S2)
- アデリアス: Nila Aalia - ヴェリンと暮らすアエズ・セダーイ。 (S2)
- トゥラク大公: Daniel Francis - レディ・シュロスの上役のショーンチャン人貴族。 (S2)
- バーサネス・ダモドレッド: Will Tudor - レディ・アンバエレの息子でモイレインの甥。 (S2)
- ライマ: Nyokabi Gethiaga - ファルムに隠れ住む黄アジャ。 (S2)

## あらすじ

### シーズン1のあらすじ
3000年前、「万物源」から「絶対力」を引き出して強大な魔法をふるう異能者の「竜王」ルーズ・セリン・テラモンが「冥王」と戦い、「全界崩壊」を招く。その際に万物源が男性源と女性源に分かれ、「冥王」が男性源を汚染したためにルーズは狂気に襲われて親族を皆殺しにする。その後の男性の異能者はすべて狂気に陥る運命となる。女性の異能者アエズ・セダーイの集団は冥王の復活に備え、哲学の白アジャ、学究の茶アジャ、政治の灰アジャ、治療の黄アジャ、正義の青アジャ、男性の異能者を見つけて「飼いならし」を行う赤アジャ、戦いの緑アジャに別れる。かつて冥王に仕えた強力な異能者たちは「闇セダーイ」と呼ばれ、冥王の復活を待つ。一般人たちの中にも闇王に味方する「闇の信徒」がいる。白マントをまとう自称「光の子」の集団はアエズ・セダーイを憎んでその撲滅を図る。
3000年後、歴史を動かす力である「時の車輪」は巡り、アエズ・セダーイのモイレインとその護衛士ランは、冥王が復活し、竜王が生まれ変わったという予言を知る。トゥー・リバーズ地方のエモンズ・フィールド村で20年前に生まれた4人の若者、ランド、マット、ペリン、エグウェーンの中に「竜王の再来」がいると突き止め、村を襲った冥王の手下のミルドラル率いるトロロークから彼らを救い出す。アエズ・セダーイの本拠タール・ヴァロンの「白い塔」に向かうも一行は離れ離れになる。村の「賢女」のナイニーヴも一行を追ってモイレインとランに合流し、自分が1000年に一人の強力な絶対力の持ち主であることを知る。ナイニーヴとランは魅かれ合う。全員が白い塔に集まったのち、モイレインは恋人であるアミルリン位のシウアン・サンチェに、ナイニーヴを加えたエモンズ・フィールド村の5人のうちのいずれかが闇王を倒せる竜王の再来であることを伝える。
モイレインは5人とオジール族のロイアルを連れて「秘密の道」を通り、闇王が囚われる「大荒廃地」の中の「全界の眼」に向かおうとするが、マットは同行を拒否する。一行は境界領域の要塞都市ファル・ダーラに着き、ランドは予見師ミンと話して自分が竜王の再来のアイール人であることを知る。他の友人たちを危険に巻き込まないために、モイレインと二人だけで大荒廃地に入る。全界の眼に着き、闇セダーイのイシャミールの誘惑に打ち勝ち、絶対力をふるって倒す。正気を失い周囲を不幸にすることを恐れて一人旅立つ。モイレインは万物源から遮断されて絶対力を失う。要塞はトロロークの大軍に襲われ、ナイニーヴとエグウェーンは絶対力でトロローク軍から街を守る。竜王が吹くべき「英雄蘇生の角笛」は闇の信徒であった行商人のペダン・フェインにより要塞から奪われる。フェインは5人を「歴史の織り人」と呼ぶ。

### シーズン2のあらすじ
20年前、アイール人との戦争が終結した際、「竜王の再来」が誕生したことを、恋仲だったシウアン・サンチェとモイレインが知らされる。
現在、ナイニーヴとエグウェーンは、タール・ヴァロンの「白の塔」で、アンドール王国の王位継承者であるエレインとともに修練生となり、絶対力の使い方を学ぶ。ナイニーヴは異能者候補に引き上げられる。3人は、実は闇王に仕える黒アジャである赤アジャのリアンドリンに捕らえられて大陸西部に運ばれ、ファルムで侵略者ショーンチャン軍の指導者シュロスに引き渡される。エグウェーンは異能者を奴隷化する首輪を嵌められる。ナイニーヴとエレインは逃げてファルムに身を隠す。
リアンドリンに囚われていたマットは釈放され、密かにイシャミールに仕えるミンに連れられてケーリエンに来る。イシャミールに復活させられた闇セダーイのランフィアによって大陸西部のファルムに連れて来られ、イシャミールに自分の前世を見せられる。
ペリンはロイアルとともに、大陸西部で「英雄蘇生の角笛」を追うも、イシャミールと協力するショーンチャンの侵略軍に捕らえられる。ペリンはエリアスに救出され、自分たちが狼と絆があると教えられる。アイール人のアビエンダを白マント軍から救出し、ファルムに向かう。
ランドは、ケーリエンの精神病棟に入れられたロゲインに接近して絶対力の制御を学ぼうとする。絶対力を失ったモイレインは、「闇の信徒」と黒アジャを恐れて、恋人のシウアン・サンチェにもランドが「竜王の再来」であることを秘密にする。ランドは「夢の世界」で前世では恋人だったランフィアからエグウェーンの苦境を教えられる。シウアンに拘束されるも、ランフィアの助けで逃げる。モイレインの絶対力を蘇らせ、エグウェーンを救うためにファルムに来る。
「光の子」がファルムのショーンチャン軍を攻める中、ランド、マット、ペリン、自由になったエグウェーン、ナイニーヴはファルムで再会する。エレインはランドの傷を治療する。ランドはイシャミールを殺す。マットは「英雄蘇生の角笛」を吹いて英雄たちを召喚し、ショーンチャン軍は撃退される。モイレインはランドを「竜王の再来」と宣言する。だがイシャミールによって、すべての闇セダーイたちが復活させられている。

### シーズン3のあらすじ
アエズ・セダーイの総本山「白の塔」では、リアンドリンが「黒アジャ」であることが明らかになり、内部抗争が激化する。塔内は分裂し、アミルリン位がエライダにより粛清されるという大事件が起きる。
ランド・アル＝ソアは、自らが「竜王の再来」であるという運命を受け入れつつ、伝説の武器「カランドール」を巡る旅に出る。アイールの荒野で、自分の祖先や文化の真実を知る一方、仲間との信頼も試される。
ペリンは故郷「トゥー・リバーズ」がトロロークと「白マント」に攻撃されていることを知り、守るために帰還する。仲間と協力し、民を導いて防衛戦に挑む。
マットは失われた記憶と向き合いながら、「エルフィン」という異世界の存在と接触する。そこでは願いを代償に叶えてくれるが、マットはその代償に運命を大きく変えられていく。

## エピソード

### シーズン1
| 通算 話数 | シーズン 話数 | タイトル                                 | 監督                                      | Teleplay by                                         | 公開日         |
| --- | ------------- | ---------------------------------------- | ----------------------------------------- | --------------------------------------------------- | -------------- |
| 1 | 1             | "故郷との別れ" "Leavetaking"             | ユタ・ブリースウィッツ                    | レイフ・ジャドキンス                                | 2021年11月19日 |
| 赤の衣をまとう女性の異能者(アエズ・セダーイ)たちが、「万物源」に触れ「絶対力」をふるうがゆえに狂気に襲われた男性の異能者を捕らえて封じ込める。それを見ていた青の衣をまとうアエズ・セダーイのモイレインとその「護衛士」のラン・マンドラゴランは、古代に世界を破壊した「竜王」の生まれ変わり「竜王の再来」を探してトゥー・リバーズ地方のエモンズフィールドに来る。「春祭」を迎えたエモンズフィールド村には4人の幼馴染ランド・アル=ソア、エグウェーン・アル=ヴィア、マット・コーソン、ペリン・アルバラが住む。エグウェーンが試練を受けて村の「女会」への参入を認められ、結婚できない「賢女」になる誘いをナイニーヴに受ける。行商人のペダン・フェインが村を訪れ、マットと取引をする。アエズ・セダーイの宿敵である「闇王」の手先ミルドラルとトロロークも「竜王の再来」を探して村を襲い、モイレインとランが撃退する。乱闘中にペリンは誤って妻ライラを殺してしまい、ナイニーヴはトロロークに連れ去られる。モイレインは20年前に生まれた4人の若者のいずれかが、復活した闇王と対抗できる「竜王の再来」であるとの予言に従い、村から連れ出す。                       |               |                                          |                                           |                                                     |                |
| 2 | 2             | "シャダー・ロゴス" "Shadow's Waiting"    | ユタ・ブリースウィッツ                    | アマンダ・ケイト・シューマン                        | 2021年11月19日 |
| 「白マント」のイーモンがアエズ・セダーイの指輪を奪ったのちに火あぶりにする。アエズ・セダーイの本拠「白い塔」に向かうモイレイン、ラン、4人の幼馴染の一行は、タレン・フェリーで、川を渡る。ミルドラルに率いられるトロロークは深い水を渡ることができない。モイレインはエグウェーンに絶対力の才能があることを知り、アエズ・セダーイは嘘をつくことができず、自衛以外で絶対力を使うことができないことを語る。白マント、自称「光の子」の隊が一行を尋問する。モイレインはかつてトゥー・リバーズにあった王国マネサレンと闇王の戦いを語って聞かせる。ペリンは狼に囲まれ、傷を舐められる。一行はトロロークに襲われるも、傷を負っていたモイレインは目覚めず、トロロークも恐れる廃墟シャダー・ロゴスに逃げ込む。マットは宝剣を見つける。悪霊の影が一行を襲い、分断する。ナイニーヴがランの前に姿を現す。 |               |                                          |                                           |                                                     |                |
| 3 | 3             | "安らぎを求めて" "A Place of Safety"     | ウェイン・イップ                          | The Clarkson Twins                                  | 2021年11月19日 |
| 一行はバラバラになる。ランに説得され、「賢女」ナイニーヴはモイレインを治療する。モイレインが回復して三人は旅を始め、「竜王の再来」の僭称者を護送するアエズ・セダーイの一行に遭遇する。ペリンとエグウェーンは狼につきまとわれる。二人は馬車で放浪するトゥアサ=アン族あるいは「鋳かけ師」の一行に保護される。ランドとマットはエモンズフィールドに帰るべきか「白い塔」に向かうべきか言い争ったのち前に進む。二人がたどり着いた村で、吟遊詩人のトム・メリリンがマットから財布を掏る。夜、闇王の信徒が二人を襲うも、トムが殺す。三人は東へ向かう。 |               |                                          |                                           |                                                     |                |
| 4 | 4             | "偽の竜王" "The Dragon Reborn"           | ウェイン・イップ                          | デイヴ・ヒル                                        | 2021年11月26日 |
| マットとエグウェーンは「リーフ教」を信じる平和的なトゥアサ=アン族と旅をする。ランドとトムは、マットの異常な行動に気づく。モイレイン、ラン、ナイニーヴは、絶対力をふるいギールダン王国の半分を征服した「偽の竜王」ロゲインを護送するアエズ・セダーイの一行に合流する。モイレインは傷を治し、男性の異能者を捕らえる赤アジャのリアンドリン、戦争を得意とする緑アジャのアランナを助けてロゲインを絶対力から遠ざける。ロゲインの軍がキャンプを襲い、アエズ・セダーイおよびその護衛士たちと闘う。ナイニーヴは強い絶対力を発揮してランの命を救いロゲインの逃亡を防ぐ。 |               |                                          |                                           |                                                     |                |
| 5 | 5             | "流れ続ける血" "Blood Calls Blood"       | サリー・リチャードソン=ホイットフィールド | Celine Song                                         | 2021年12月3日  |
| モイレイン、ラン、ナイニーヴはロゲインを連行する一行と共にタール・ヴァロンの街の「白い塔」に着く。護衛士のステピンは、絆を結んだ異能者の死を嘆き自殺する。ランドとマットもタール・ヴァロンに着く。ランドは非人間の種族オジールのロイアル人に出会い、アイール人と呼ばれる。ロイアルがナイニーヴをランドとマットのもとに連れてくる。ナイニーヴはマットが異能者であると疑い、アエズ・セダーイから隠す。「鋳かけ師」の一団に加わったペリンとエグウェーンは、イーモン・ヴァルダ率いる「光の子」の一隊に捕らえられ、エグウェーンは異能者であると疑われてペリンが拷問される。エグウェーンは絶対力を発揮し、ペリンの瞳は金色に光り、狼が「光の子」を襲って二人は脱出する。 |               |                                          |                                           |                                                     |                |
| 6 | 6             | "アミルリン位" "The Flame of Tar Valon"  | サリー・リチャードソン=ホイットフィールド | ジャスティン・ジュエル・ギルマー                    | 2021年12月10日 |
| 「タール・ヴァロンの炎」と呼ばれるアエズ・セダーイの統率者アミルリン位のシウアン・サンチェは、ロゲインを裁判にかけずに飼いならしたリアンドリンを叱責する。リアンドリンは20年間秘密の行動をとり、強力な異能者のナイニーヴを隠したとモイレインを告発し、シウアンは処罰を約束する。モイレインはシャダー・ロゴスの魔剣の悪霊からマットを解放する。エグウェーンとペリンがタール・ヴァロンに到着する。夜、モイレインは密かに青アジャ出身で恋人のシウアンを訪ね、トゥー・リバーズで見つけた5人の竜王候補のことを伝え、自分を追放刑にするようシウアンに頼む。モイレインは「誓いの棒」で追放刑の受け入れの誓いに縛られる。タール・ヴァロンを出て、トゥー・リバーズの5人、ラン、そして「建築師」ロイアルに合流する。5人のうちの一人が闇王を倒す「竜王の再来」であると語り、「秘密の道」を通り闇王の牢獄である「全界の眼」に向かうよう誘う。だがマットは残る。 |               |                                          |                                           |                                                     |                |
| 7 | 7             | "闇が潜む旅路" "The Dark Along the Ways" | キアラン・ドネリ                          | アマンダ・ケイト・シューマン & Katherine B. McKenna | 2021年12月17日 |
| 「竜王の敗翔」と呼ばれる戦場で、妊娠したアイール人の女戦士が多くの兵士を倒すも重傷を負い、出産して死ぬ。アオサギの紋章の剣を持つ兵士が赤子を連れ帰る。マットを除く一行は秘密の道を進み、「黒い風」の囁きで惑わされ、トロロークに遭遇する。ナイニーヴが強力な絶対力を発揮して出口を開き、一行は「大荒廃地」近くの境界領域の、アゲルマー公の治める要塞都市ファル・ダーラに着く。ランは多くの知己にダイ・シャンと呼びかけられる。ペリンは街で行商人のペダン・フェインを見かける。モイレインはマットを探すよう赤アジャに伝言を送る。予見師のミンに、一行の一人一人の歴史模様を見させるが、誰が竜王の再来かはわからない。4人の若者に、世界を救うために全界の眼に行けば、竜王の再来以外の3人は死ぬことになると警告する。互いに魅かれ合うランとナイニーヴは最後になるかもしれない夜を共にする。ランは滅亡したマルキア国の王子であることを語る。ランドとエグウェーンも思いを打ち明け合い、一夜を共にする。ランドはミンに会い、自分が竜王の再来であり、父タムが戦場から連れ帰ったアイール人の赤子であることを知る。モイレインはランドと二人だけで大荒廃地に入る。 |               |                                          |                                           |                                                     |                |
| 8 | 8             | "全界の眼" "The Eye of the World"        | キアラン・ドネリ                          | レイフ・ジャドキンス                                | 2021年12月24日 |
| モイレインとランドは冥王の牢である「全界の眼」に向かう。ランも二人を追いかけて大荒廃地に入る。モイレインは強力な絶対力の込められた小像サ=アングリアルをランドに渡すも、ランドの正気を保つために絶対力の使い方を教えようとはしない。二人は全界の眼に着く。ランドはエグウェーンと暮らす幸せな夢を見せられるも、誘惑に打ち勝ち、絶対力で闇セダーイのイシャミールを倒す。正気を失って周囲を不幸にすることを恐れて一人旅立つ。ランが全界の眼に着き、モイレインが万物源から遮断されていることを知る。そのころ、ミルドラル率いるトロロークの大軍がターウィン峠に押し寄せ、ミンは街から逃げる。守備に向かったアゲルマー公は死ぬ。ナイニーヴとエグウェーンは公の妹を絶対力で助けて街を守る。ペダン・フェインと闇の信徒は「英雄蘇生の角笛」を奪う。トゥー・リバーズの5人の若者はみな「歴史の織り人」だと言う。西の果ての海岸に異国の艦隊が押し寄せる。 |               |                                          |                                           |                                                     |                |

### シーズン2
| 通算 話数 | シーズン 話数 | タイトル                             | 監督               | 脚本                             | 公開日        |
| --- | ------------- | ------------------------------------ | ------------------ | -------------------------------- | ------------- |
| 9 | 1             | "孤独の味" "A Taste of Solitude"     | トーマス・ナッパー | アマンダ・ケイト・シューマン     | 2023年9月1日  |
| ランドは死んだとされる。封じ込められて絶対力を失ったモイレインは茶アジャのヴェリンらとともに暮らし、絆の途絶えたランの間には溝が広がる。タール・ヴァロンでは、エグウェーンとナイニーヴが「白の塔」で修練生となる。ナイニーヴは二度と絶対力をふるえずにいたが、赤アジャのリアンドリンの攻撃で激怒し、思わず強力な絶対力を使う。行方不明と思われていたマットは、白の塔で密かにリアンドリンに囚われている。大陸の西部では、ペリンとロイアルが、パダン・フェインと「英雄蘇生の角笛」を追うシエナール人の捜索隊に加わる。 |               |                                      |                    |                                  |               |
| 10 | 2             | "他人と友人" "Strangers and Friends" | トーマス・ナッパー | Katherine B. McKenna             | 2023年9月1日  |
| モイレインはラン、ヴェリンらと旅に出るが、途中で一行から離れる。大陸西部では、ペリンは村人が惨殺された幻視を見る。夜、捜索隊は絶対力をふるう女性たちを含むショーンチャン人の軍に襲われて捕らえられる。タール・ヴァロンの「白の塔」では、ナイニーヴはリアンドリンにより赤アジャに勧誘される。リアンドリンを尾行して病気の男を看護していることを知る。マットは隣の牢にいるミンと知り合う。ミンはマットがランドを刺す未来を予見する。アンドール王国の王位継承者であるエレイン・トラカンドが修練生としてエグウェーンの隣に越してくる。ケーリエンでは、ランドがロゲインに接近するために精神病棟で働き、宿の女主人のセリーンと関係を持つ。男性の異能者として狂気に支配され、周囲の人々を殺す悪夢を見る。 |               |                                      |                    |                                  |               |
| 11 | 3             | "夢か現か" "What Might Be"           | サナー・ハムリ     | John McCutcheon                  | 2023年9月1日  |
| タール・ヴァロンの「白の塔」では、ナイニーヴが異能者候補となるための昇格試験を受け、テル=アングリアルの3つのアーチをくぐらされ、恐れるものと向き合う。ランと再会した最後のアーチから戻らずに失われたものとみなされる。リアンドリンは失望からマットを解放し、マットはミンとともに逃げるも、モイレインに対抗するリアンドリンが手下のミンを使った企みだとわかる。アーチの向こう側の世界では、ナイニーヴがランと家庭を持ち幸せに暮らすも、トロロークに夫や友人たちを殺されて目覚め、元の世界に戻ってエグウェーンに迎えられる。大陸西部では、闇セダーイのイシャミールを従えたシュロスがショーンチャン軍を率い、ペリンら捜索隊を脅して自分に従わせる。ファルムに向かう途中、エリアスと狼の群れがショーンチャン軍を襲いペリンを救出する。ケーリエンでは、ランドがロゲインの世話係となるよう計らうも、絶対力の制御方法は教えてもらえない。夜、絶対力で宿の火事を起こしてしまう。 |               |                                      |                    |                                  |               |
| 12 | 4             | "闇姫" "Daughter of the Night"       | サナー・ハムリ     | Dave Hill                        | 2023年9月8日  |
| イシャミールが「闇セダーイ」の一人「闇姫」ランフィアを召喚する。アランナはランに会い、白の塔に来てナイニーヴの護衛士となるよう誘う。予言からランフィアが復活したことを知る。モイレインはランドを追ってケーリエンに来て、妹のレディ・アンバエレに再会する。精神病棟でロゲインに会い、ランドに絶対力の訓練を施せば死なせてやると提案する。旅に出たランドとセリーンを追う。実は正体がランフィアであるセリーンを倒し、復活する前にランドを連れて逃げる。タール・ヴァロンの白の塔では、ナイニーヴがアーチの向こう側で娘を失ったことを悲しむ。リアンドリンはナイニーヴを慰め、息子を隠して来たと告白する。ショーンチャン軍が大陸西部のファルムでロイアルとペリンを捕らえたと教える。ナイニーヴとエグウエーンは白の塔を抜け出してペリンを救いに行こうとするも、リアンドリンに阻止される。イシャミールはミンに、予見の呪いを解く代わりにマットをケーリエンに連れて行くよう命令する。大陸西部では、エリアスがペリンに、自分たちが狼と結びついていると語る。 |               |                                      |                    |                                  |               |
| 13 | 5             | "つながれし者" "Damane"              | Maja Vrvilo        | Rohit Kumar                      | 2023年9月15日 |
| 西部では、ペリンと狼のホッパーがロイアルとシエナール人の仲間を救うために、ショーンチャン人に捕らえられた村に戻る。村はデイン・ボーンハルドとイーモン・ヴァルダ率いる白マントに占領されている。ペリンは囚われたアイール人の「槍の乙女」アビエンダを救出する。アビエンダはペリンを助けることを誓う。シュロスは村を襲ったことで上役のトゥラク大公に不服従を叱責される。イシャミールはパダン・フェインから「英雄蘇生の角笛」を大公に献上させる。イシャミールに仕えるリアンドリンは、アエズ・セダーイの誓いを破って絶対力でナイニーヴ、エグウエーン、エレインを捕らえてファルムのシュロスのもとに運ぶ。エレインとナイニーヴは逃げ、ファルムに隠れていた黄アジャのライマに匿われる。エグウェーンはシュロスによってエイ=ダム(首輪)を嵌められ、「飼い主」(スル=ダム)に服従する異能者である「つながれし者」(マラス=ダマネ)として大公に献上される。タール・ヴァロンの白の塔では、ヴェリンが三人の娘の失踪を不審に思って調査する。闇王に密かに仕える「黒アジャ」の存在を疑う。ケーリエンでは、モイレインとランドがランフィアから逃げ、妹のアンバエレとその息子バーサネスに会う。モイレインはイシャミールの企みを知るため、ランドを眠らせて「夢の世界」テル=アラン=リオドに入れる。だがランドは待ち構えていたランフィアに捕らえられる。     |               |                                      |                    |                                  |               |
| 14 | 6             | "哀れみなき眼" "Eyes Without Pity"   | Maja Vrvilo        | Rammy Park                       | 2023年9月22日 |
| ファルムでは、エイ=ダムを嵌められたエグウェーンがレンナにより苦痛を与えられて服従を学ばされる。ライマはナイニーヴとエレインを白の塔に帰してリアンドリンの罪を報告させようとするも、二人はエグウェーンを見捨てようとはしない。ライマは二人にエイ=ダムの外し方を試させるが、ナイニーヴの発揮した力が強すぎてショーンチャン人に気づかれてしまう。ライマは二人をかばい、捕らえられてエイ=ダムを嵌められダマネにされる。「夢の世界」テル=アラン=リオドでは、ランフィアがモイレインから離れればイシャミールから守るとランドに約束し、ファルムでエグウェーンが囚われたことを教える。ケーリエンで、ランドは絶対力の使い方をロゲインに学ぶ。ミンに連れられてきたマットに再会する。二人はファルムに行きエグウェーンを救おうとするも、ミンはファルムでマットがランドを殺すことがイシャミールの計画であると告白し、マットは旅を思いとどまる。ランはアランナとその護衛士たちと旅し、アミルリン位のシウアン・サンチェに会って、モイレインが「竜王の再来」を見つけたことを報告する。シウアンはモイレインを呼び出し、ランがランドの出発を遮る。 |               |                                      |                    |                                  |               |
| 15 | 7             | "大いなる勝負" "Daes Dae'mar"        | Sanaa Hamri        | Justine Juel Gillmer             | 2023年9月29日 |
| 20年前、アイール人との戦争が終わり、恋仲だったモイレインとシウアン・サンチェは「竜王の再来」が生まれたと知らされる。現在、ケーリエンでは、アミルリン位に着いたシウアン・サンチェは、冥王と戦う武器とするため、ランドを万物源から遮断し拘束する。封じ込めを受けたためにランドを訓練できなかったとモイレインを責める。ランドは「夢の世界」でランフィアに助力を頼み、さらにヴェリン、アランナ、ランの協力を得て拘束から逃れる。ランはモイレインがイシャミールに「封じ込め」を受けておらず、一時的に遮断されただけであると訴え、ランドがモイレインの絶対力を復活させる。ランドをファルムに行かせるため、モイレインが「秘密の通路」を開くも、シウアンの命令で閉じさせられる。だがランフィアがシウアンを倒し、ランド、モイレイン、ランとともにファルムに向かう。「闇の信徒」であるバーサネスはリアンドリンにモイレインの始末を命じられるも、察知したアンバエレに監禁される。ファルムでは、ケーリエンでランフィアに捕らえられて連れて来られたマットが、前世が見える茶をイシャミールに飲まされる。レンナがダマネとなったエグウェーンを訓練する。ナイニーヴとエレインはロイアルに会い、エグウェーンが囚われるダマネ小屋にはスル=ダムだけが近づけると聞く。ペリンとアビエンダが、荒野でアイール人のバインとチアドに会い、ファルムに来る。 |               |                                      |                    |                                  |               |
| 16 | 8             | "宿命" "What Was Meant to Be"        | Sanaa Hamri        | Rafe Lee Judkins & Timothy Earle | ( )           |
| 「歴史の織り人」たちはファルムに集まる。「白マント」の軍はショーンチャン人が支配するファルムを攻める。ランフィアはモイレインとランをファルムの近くで「秘密の通路」から押し出す。二人は絆を復活させる。イシャミールはランフィアに裏切られたと悟り、ランドを殺させるため、パダン・フェインにシャダー・ロゴスで見つけた短剣をマットに渡させる。マットは「英雄蘇生の角笛」を盗んだロイアル、ファルムに入ったペリンに出くわし、ランドに渡すよう角笛を託される。ランドが絶対力でトゥラク大公を殺す。エグウェーンは戦闘の混乱の中でレンナを殺し自由になる。シュロスと配下のダマネたちはランドを万物源から遮断する。ランドのもとに角笛を運ぶ途中でショーンチャン軍に遭遇したマットは角笛を吹いて「角笛の英雄」たちを召喚する。エレインはマットが誤って与えたランドの傷を治す。モイレインがシュロスの軍を攻撃したことで遮断が解けたランドは、イシャミールを殺す。モイレインはランドが「竜王の再来」であると宣言し、アビエンダは彼を「長の長」と呼ぶ。モゲディーンはイシャミールがすべての闇セダーイを復活させたとランフィアに話す。 |               |                                      |                    |                                  |               |

### シーズン3
シーズン3は第4部『竜魔大戦』と第5部『竜王戴冠』の出来事を描いている。
| 通算 話数 | シーズン 話数 | タイトル                                            | 監督             | 脚本                 | 放送日        |
| --- | ------------- | --------------------------------------------------- | ---------------- | -------------------- | ------------- |
| 17 | 1             | "闇との競争" "To Race the Shadow"                   | Ciaran Donnelly  | Justine Juel Gillmer | 2025年3月13日 |
| ファルムでの戦いから1か月後、リアンドリンは白の塔の評議会に召喚され、シウアンにより闇の勢力に忠誠を誓う黒アジャの一員であることが暴かれる。これに呼応して、他の姉妹たちも黒アジャであることを明かし、戦闘が勃発する。多くの犠牲者が出て、アランナの護衛士であるイヴォンも命を落とす。リャンドリンと仲間たちはタール・ヴァロンから逃亡する。ランドは伝説の武器「カランドール」を手に入れるためティアへ行くよう求められるが、彼はこれに抵抗する。エグウェーンは「アーチの儀式」を経て正式なアエズ・セダーイ候補になるが、ランドを追う決意をする。夜になると、モイレインの黙認のもとランフィアが密かに一連の攻撃を仕掛け、ナイニーヴが何者かに襲撃され重傷を負う。ランフィアは、それが別のフォーセイクンによって送り込まれた「グレイマン」の暗殺者であることを知って驚く。翌日、仲間たちは別行動に出、ランドの一行はアイールの荒野へ、ペリンの一行は故郷トゥー・リバーズへ向かい、ナイニーヴとエレインはタール・ヴァロンに残る。マットもそこに留まり、過去の記憶に悩まされ続ける。一方、別の地ではモゲディーンが捕らえたホワイトクロークの兵士をグレイマンへと変貌させています。 |               |                                                     |                  |                      |               |
| 18 | 2             | "赤の疑問" "A Question of Crimson"                  | Ciaran Donnelly  | Katherine B. McKenna | 2025年3月13日 |
| 回想シーンで、エレインの母であるモーゲイズ・トラカンドが、苛烈な継承戦争を勝ち抜いてアンドール王国の女王となる姿が描かれる。現在では、娘エレインの誘拐に激怒して白の塔を訪れ、彼女を連れ戻そうとするが、エレインとその後見役であるゲイブリル（モーゲイズの愛人）によって説得され、思い直す。モーゲイズは塔に息子たち（ガラドとガウェイン）と助言者エライダ（シウアンと敵対する赤アジャ）を残して去る。ランド、モイレイン、ラン、エグウェーン、アビエンダはアイールの荒野へと向かい、道中でエグウェーンとランドの夢にはランフィアが侵入し続ける。エグウェーンの悪夢の中には、アイールの賢者「ベア」の姿が現れ、その後、実際にタールダッド族のベアたちと出会う。一方トゥー・リバーズでは、ペリン、ロイアル、ベインとキアドがトロロークの襲撃やホワイトクロークの占領に直面する。アランナとマクシムも村を守る戦いに加わっている。白の塔では、マットが過去生の記憶に苦しみつつも、アエズ・セダーイによる癒しが効かないことを知る。彼はミンと再会し、彼女が現在はシウアンのスパイとして塔で活動していることを知る。 |               |                                                     |                  |                      |               |
| 19 | 3             | "闇の種" "Seeds of Shadow"                          | Thomas Napper    | Beverly Okhio        | 2025年3月13日 |
| ランフィアは他のフォーセイクン、サムエルとラヴァン（ラヴァンはゲイブリル卿の姿）と会い、同盟の可能性を話し合う。ラヴァンはすでにモゲディーンと手を組んでいることを知らない。白の塔では、シウアンがナイニーヴとエレインに黒アジャの追跡を命じるが、捕えた黒アジャの姉妹二人を尋問できず、代わりにリアンドリンの居場所に関する手がかりを見つける。それは、タニチコとリアンドリンが関わった過去、および塔から盗まれたアートファクトが、セアンチャンのアダムに似ているということだった。ナイニーヴとエレインはマットとともにタニチコへ向かい、ミンが密かに後を追う。エライダは白の塔で権力を握ろうとする。アイールの荒野では、ランド一行がランドがアイールの指導者として自らを証明する場所として予言されているルイディーンへ向かう。トゥー・リバーズでは、ペリンが指導者となり、白マントがファルムでのジオフラム殺しを理由に彼を逮捕しようとしている。その間、ペリンはファイル・バシャーと友達になり、ファイルとルーク卿はヴァレアの角を探して村に到着する。リアンドリンとその一行はタニチコに到着し、男性のチャンラーを奴隷にするためのアートファクトを集める計画を立てている。その目的はランドを奴隷化することだった。モゲディーンは彼女たちの召使として潜んでいる。 |               |                                                     |                  |                      |               |
| 20 | 4             | "槍への道" "The Road to the Spear"                  | Thomas Napper    | Rafe Judkins         | 2025年3月20日 |
| 一行がルイディーンに向かう途中、アイールの賢者たちはモイレインに、ランドと共に都市に入り、賢者が受ける試練を受けるように勧める。アビエンダもまた、潜在的な賢者として同じ試練を受けなければならないことが明かされ、アビエンダは渋々その任務を引き受け、試練を受けて合格する。ルイディーンに入ると、モイレインはカランドールの女性版であるサカーネンを発見し、試練を開始する。その試練では、モイレインが何度も異なる未来を体験し、そこでは彼女またはランドが死ぬシナリオが繰り返される。ランドの試練では、彼が先祖の人生を体験し、アイールの歴史を学ぶ。伝説の時代、アイールはアエズ・セダーイの従者であり、平和主義を誓っていたが、世界崩壊後にサカーネンを守るための「安全な場所」を探しに送られた。しかし最終的に誓いを破り、戦士国家に分かれていった。最も遠い記憶の中で、ランドはランフィア（アエズ・セダーイの科学者）が現実に穴を開け、闇の王に世界へのアクセスを与えるシーンを目にする。ランドは試練を突破し、アイールの指導者としての証である二つのドラゴンの刺青を受け、半意識のモイレインを抱えてルイディアンを後にする。 |               |                                                     |                  |                      |               |
| 21 | 5             | "テル＝アラン＝リオド" "Tel'aran'rhiod"             | Marta Cunningham | Ajoke Ibironke       | 2025年3月27日 |
| 白の塔では、シウアンとヴェリンがエライダを罠にかけ、彼女が黒アジャであることを暴露しようとする。エライダはグレイマンに襲われ、命の危機に瀕するが、シウアンとリーンが助ける。タニチコに到達する直前、ナイニーヴ、エレイン、マットはミンと合流し、ミンは街に詳しい。マットはミンが彼の死を予見していたことを知る。トゥー・リバーズでは、ペリン、ファイル、アイールが白マントのキャンプに潜入し、捕らえられているマットの家族を救出しようとする。その結果、戦闘が起こる。アランナが彼らを助け、白マントに命を狙われるが、マクシムが彼女を救う。アイールの荒野では、一行がタールダッド族の家に到着し、アビエンダがランドにアイール文化を教えながら、賢者の訓練の一環として彼を影から見守り始める。エグウェーンは賢者たちと共にテレアランリオド（夢の世界）での歩行の練習を行う。モイレインはランにルイディアンで見たことを話し、エグウェーンの助けを借りてシウアンと夢で会い、塔はランドを支配するのではなく、従うべきだと警告する。ランドの夢の中で、ランフィアはランドへの愛を告白し、二人はキスを交わす。その場面は、愛する人たちの夢を訪れていたエグウェーンに目撃される。 |               |                                                     |                  |                      |               |
| 22 | 6             | "夜の闇" "The Shadow in the Night"                  | Marta Cunningham | Rammy Park           | 2025年4月3日  |
| 回想シーンで、若きリアンドリンは夫を殺し、捕らえられていたが、赤子を連れて逃亡中にイシャマエルから助けを提案される。現在、リアンドリンはランフィアの命令で黒アジャの一人を殺し、モゲディーンが別の一人を殺す。ナイニーヴ、エレイン、マット、ミンはタニチコで黒アジャと、男性チャンラーを奴隷にする可能性のあるアートファクトの手がかりを探す。マットはその一部を見つけるが、モゲディーンがナイニーヴとエレインを強制的に情報を引き出す形で操り、その部品を盗む。一行はまた、以前ランドとマットをフェイドから救ったグリーメン、トム・メリリンと出会う。アイールの荒野では、エグウェーンがテレアランリオドでランフィアと対面し、ランドとモイレインはルイディアン後の次の行動について話し合う。その後、エグウェーンとランドはランフィアとの関係について感情的に口論し、そこにサムエールとアイールのダークフレンドたちからの攻撃が加わる。彼らは攻撃者を倒すが、若いアイールの少女が亡くなる。ランドは彼女をワン・パワーで蘇生させようとするが、失敗する。トゥー・リバーズでは、ペリンとアランナが負傷から回復する中、パダン・フェインが白マントに扮し、秘密の通路を通じてさらにトロロークを連れてくる。 |               |                                                     |                  |                      |               |
| 23 | 7             | "金色の瞳" "Goldeneyes"                             | Ciaran Donnelly  | Dave Hill            | 2025年4月10日 |
| ペリン、アランナ、マクシム、バイン、チャイド、ファイルはトゥー・リバーズの村人たちと協力して、迫るトロロークの攻撃に備え、また他の地域からの難民を受け入れる。その中にはアラムとティンカーズも含まれている。ペリンは白マントに助けを求めるが、白マントの指導者ダインはペリンが自ら降伏すると申し出ても断る。戦闘が始まり、ペリンとマクシムが突撃を指揮し、アランナと村のチャンラーたちが遠距離から攻撃する。侵略者が撤退したように見えたが、アランナが待ち伏せされ、さらに多くのトロロークとダークフレンドたちが村人たちを壁の中に追い込む。最後に白マントが到着するが、パダン・フェインを連れてきて、彼が侵略者のリーダーであることを明かす。一方、ロイアル、バイン、チャイドは近くのウェイゲートに向かい、さらなるトロロークの侵入を防ごうとするが、ウェイゲートを閉じることができず、ロイアルは自らを犠牲にしてそれを破壊する。ペリンはフェインを倒すが、彼に慈悲を示し、彼に軍を撤退させるように強制する。ペリンは約束を守り、白マントに自らを逮捕させるが、村人たちはペリンをトゥー・リバーズの領主として宣言する。 |               |                                                     |                  |                      |               |
| 24 | 8             | "夜明けと共に訪れる男" "He Who Comes with the Dawn" | Ciaran Donnelly  | Justine Juel Gillmer | 2025年4月17日 |
| ナイニーヴ、マット、エレイン、ミン、トムはタニチコの宮殿に入り、アートファクトを探す。エレインとトムはジーニー・ケイディに襲われるが、エレインはバルファイアで彼女を殺す。マットは調査中に謎の場所、イールフィンの領域に転送され、イールフィンから三つの願いを与えられ、首に罠をかけられて戻される。ミンがマットを助けるが、マットは複数の記憶を失っている。ナイニーヴはリアンドリンと対決し、リアンドリンが彼女を溺れさせようとする中、ナイニーヴは自分の命を救うためにチャンネルして反撃する。リアンドリンはアートファクトを持って逃げ、モゲディーンと取引してランドを奴隷にしようとする。白の塔では、エライダがシウアンを権力から追い出し、自らがアミリリン・シートに就任する。シウアンは黒アジャの者として誤って告発され、処刑される。アイールの荒野では、モイレインが捕らえたサムエールにランドをチャンネルの使い方を教えさせる計画を立てるが、サムエールはすぐにモゲディーンに殺される。ランドはランフィアとの関係を終わらせ、ランフィアはランドに対して反逆し、クオラディンを偽のカール・ア・カーンとして強化する。モイレインとランはランフィアと戦い、モイレインが傷を負いながらも勝利する。ランフィアは逃げる。ランドはアイールにクオラディンではなく自分に従うよう説得し、アイールの歴史を明らかにし、雨を呼び起こすことで彼らを従わせる。全員がランドにひざまずくが、エグウェーンだけは従わない。 |               |                                                     |                  |                      |               |

## 製作

### 背景
2000年、NBCが小説シリーズの映像化権利を獲得したが、製作には至らなかった。2004年、ジョーダンは映画、ドラマ、ゲーム、コミックの権利をRed Eagle Entertainmentに売却した。 2015年、Red Eagle EntertainmentはFXXに放映料を支払って22分のパイロットThe Wheel of Timeを放送させ、権利を保持した。作者の未亡人である Harriet McDougalのパイロットに関するコメントに対し訴訟を起こしたが、2016年に解決した。

### 準備
2017年4月20日、ソニー・ピクチャーズ テレビジョンがRed Eagle Entertainment およびRadar Picturesと組んで映像化することが発表された。レイフ・ジャドキンスがショーランナーを務め、さらに製作総指揮の一人となることが明らかになった。
2018年10月、シリーズ製作が発注され、アマゾン・スタジオも製作会社に名を連ねることになった。2019年2月19日、ユタ・ブリースウィッツが最初の2話の監督を務めることが明らかになった。 2021年5月、Amazonはシーズン2の製作を発表した。

### キャスティング
2019年6月、ロザムンド・パイクがモイレイン役で主演することが発表された。その他のメインキャストは2019年8月に発表された。

### 撮影
2019年9月16日に撮影が始まった。だが2020年3月、新型コロナウイルス感染症の流行のために撮影は中断された。撮影は2021年4月に再開された。シーズン2の撮影は2021年7月19日に開始された。

## 公開
シーズン1は、2021年11月19日から12月24日にかけてAmazon Prime Videoにて全8話が配信された（1-3話は同時、残りは各週1話ずつ）。シーズン2は、2023年9月1日から配信が開始されている。シーズン3の製作も決定している。